# 春竹村
春竹村（はるたけむら）は、熊本県の北部、飽託郡にかつてあった村である。

## 地理
- 河川：大井手川

## 歴史
- 1889年4月1日 - 町村制が施行。春竹村、八王寺村が合併して託麻郡春竹村発足。
- 1896年4月1日 - 飽田郡と託麻郡が合併し飽託郡となる。
- 1921年6月1日 - 熊本市に編入。

## 経済

### 産業
農業
『熊本県各郡市町村蚕糸業一覧 明治28年』によると、春竹村の養蚕戸数は4戸、繭産額は12石、製糸戸数は1戸である。
商業
『日本海陸物産商名鑑』によると、春竹村の米穀商は上農幸七がいた。

## 学校
- 春竹小学校（のちの春竹尋常小学校、現在の熊本市立春竹小学校）